# Bellone (1778)
Pour les articles homonymes, voir Bellone (homonymie), Bellone (navire) et HMS Proserpine.
La Bellone est une frégate de 32 canons de la classe Iphigénie, dite frégate de 12 construite pour la marine royale française. Lancée en 1778, peu de temps avant l'entrée en guerre de la France dans la guerre d'indépendance des États-Unis, elle fait partie de la vague de lancement en frégates destinée cette année-là à rattraper le retard pris sur la Royal Navy.

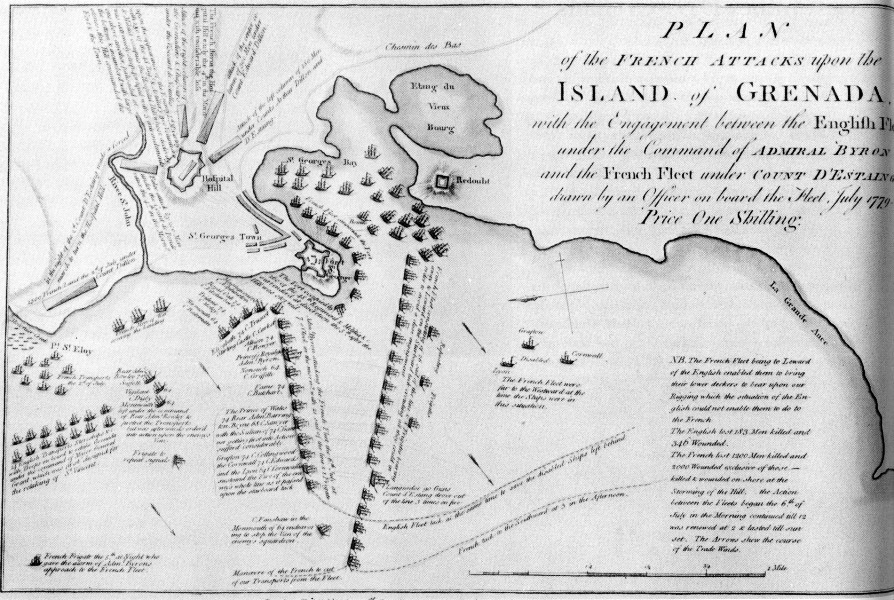
Plan de l'attaque française du port de Grenade.

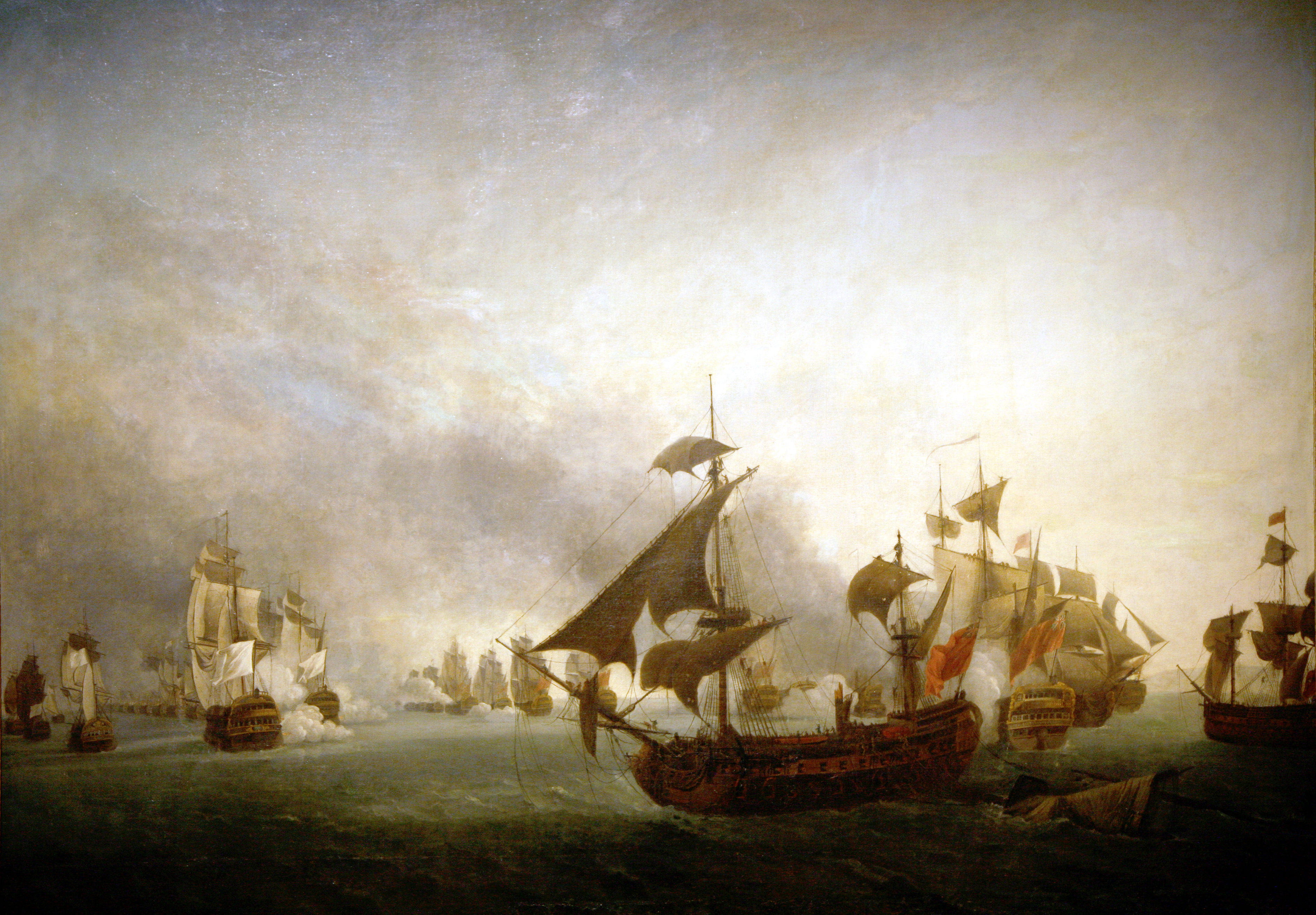
La bataille de la Grenade, le 6 juillet 1779, occasion manquée de détruire l'escadre anglaise, malgré les conseils de Suffren à d'Estaing.

## Historique
Navire construit sur les plans de Léon Guignace, en service de 1779 à 1806 où elle est capturée par la Royal Navy le 12 octobre 1798, rebaptisée  HMS Proserpine sans jamais aller en mer, elle fut détruite en 1806;
La première frégate de 12 est l’Hermione, lancée en 1748 à Rochefort, portant 26 canons. Les frégates suivantes portent presque toutes 6 canons de 6 livres sur le pont en plus de la batterie de 26 canons de 12 livres. Ce modèle est aussitôt produit en grand nombre en France. La Bellone reçoit une coque doublée au moyen de plaques de cuivre, devenant le troisième navire à appliquer une pratique qui se répand alors au sein de la Marine royale française.
Selon le règlement du 1er janvier 1786, l'équipage de temps de guerre doit être théoriquement de 270 hommes (188 en temps de paix) : soit 6 officiers, 4 élèves ou volontaires, 30 officiers-mariniers, 20 canonniers (des troupes de marine), 4 timoniers, 131 matelots, 35 soldats (troupes de marine ou infanterie de ligne), 22 mousses, 9 surnuméraires et 6 valets.
Sous la République et l'Empire, l'équipage passe à 282 hommes (209 en temps de paix), dont sept officiers (un capitaine de frégate, deux lieutenants et quatre enseignes).

## Opérations au large de l'Amérique
En 1779, elle prend part à la bataille de la Grenade.
Charles-Henri-Louis d'Arsac de Ternay (1723-1780) apprend à Paris qu'il doit faire l'accompagnement du convoi qui va transporter les troupes du comte de Rochambeau au Nouveau Monde pour aider les Américains dans leur lutte contre les Anglais. Il se rend à Brest et prend le commandement d'une escadre qui comprend :
Le Duc de Bourgogne, 80 canons, commandé par Charles de Médine (1736-1819), capitaine de pavillon, Le Neptune, 74 canons, capitaine Charles Sochet des Touches (1727-1793), Le Conquérant, 74 canons, capitaine de Lagrandière, La Provence, 64 canons, capitaine de Lombard, L'Ardent, 64 canons, capitaine cher Charles-René Bernard de Marigny, Le Jason, 64 canons, capitaine Chadeau de la Clocheterie, L'Éveillé, 64 canons, capitaine Le Gardeur de Tilly, Le Fantasque, armé en flûte, 64 canons, capitaine Vaudoré, 1 200 tonneaux, servant d'hôpital et pouvant transporter 150 hommes, La Surveillante, flûte, capitaine Armand-François Cillart de Surville (1730-1801), L'Amazone, flûte, capitaine de La Pérouse et la frégate la Bellone, La Guêpe, cutter, capitaine Édouard-Charles-Victurnien Colbert (1758-1820), comte de Maulévrier,
Le 2 mai 1780 la Bellone quitte Brest, sous les ordres de l'amiral de Ternay. Le convoi d'une trentaine de transports, ne connaît pas sa destination, le temps est assez beau. Ternay choisit la route du Sud, moins risquée. C'est seulement le 21 mai que les officiers apprennent leur véritable destination. Au cours du voyage ils éviteront les combats, leur vraie mission est le transport des renforts aux Américains dans la guerre d'indépendance des États-Unis. Après 69 jours, ils arrivent au large de Rhode Island, à Boston le 11 juin 1780. Ternay meurt du Typhus en décembre de la même année, et l'intérim est assuré par Sochet des Touches en attendant l'arrivée de Barras de Saint-Laurent en mai 1781. En octobre 1781, la Bellone est sous le commandement de Armand-François Cillart de Surville (1730-1801), au large du cap de Bonne-Espérance, escortant les transports Necker et  Sévère. L'escadre a rencontré le HMS Hannibal (en) de 50 canons qui a capturé les transports pour le amenés à Sainte-Hélène, tandis que la Bellone faisait voiles vers l'Isle de France, venant renforcer l'escadre française sous le commandement du contre-amiral Thomas d'Estienne d'Orves, puis le 9 février 1782 à la suite de la mort de l'amiral Thomas d'Estienne d'Orves, Suffren donne le commandement de Bellone à Jean André de Pas de Beaulieu (1750-1783)
Le 1er mars 1782, sous les ordres du capitaine de Beaulieu, Bellone revint à Tranquebar, située à 15 kilomètres de Kairakal, après avoir croisé dans l'océan Indien, où elle avait capturé ou détruit 14 navires marchands. En avril 1782, Bellone a capturé l'Indiaman oriental Cartier, qui est venu de Chine et l'a amenée à Batacalo. Au mois de juin de la même année, elle a capturé un britannique sur la route de Nagapattinam que les Français ont mis en service comme à Négapatam. Le mois suivant, partie de Négapatam la Bellone, était à Pondichéry avec l'escadre française sous l'amiral Suffren, mais sa disposition ultérieure est inconnue. Vers la fin du mois de mai, Bellone prit le Raiker, avec une cargaison d'arak et trois petits navires, près du fort de Nagapattinam.
Le 6 juillet 1782 a lieu la bataille de Négapatam à laquelle la Bellone participe sous les ordres de Beaulieu. À la suite de ce combat naval, Suffren promut Beaulieu au commandement du Brillant, le remplaçant à la tête de la Bellone par Antoine Melchior Gaspard de Bernier de Pierrevert (1753-1782). Le 1er août 1782, Suffren appareille pour Ceylan. Il dispose de munitions nécessaire pour mener un petit siège et a pris soin d'embarquer à son bord M. des Roys, chef du génie du corps expéditionnaire, et quelques artilleurs. Il envoie la Bellone en éclaireur pour prévenir les Hollandais du retour de l'escadre. le 7 août, lors de cette courte traversée un incident de mer se produit entre l' Orient, et la Fine, causant des avaries assez sérieuses à l'avant de la frégate du nouveau capitaine qui fait ses premières armes le lendemain l'escadre mouille à Batcaloa pour quelques jours

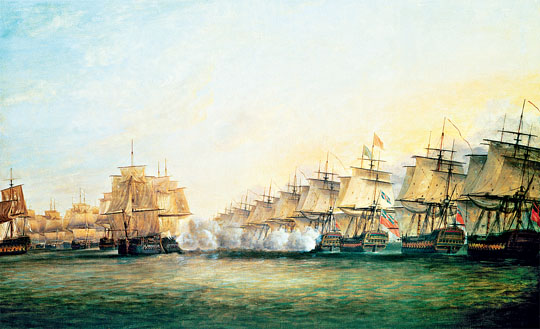
La bataille de Trinquemalay, le 3 septembre 1782, vue par le peintre Dominique Serres (1719-1793). On peut aussi consulter cette carte sommaire sur le site gutemberg.ca (en anglais)

Le 12 août 1782, à l'approche de la bataille de Trinquemalay, la  Bellone se fait endommager son grand mât par une rafale de vent et s'embarqua pour Batacalo pour des réparations. Suffren décide d'attirer à lui l'escadre anglaise en s'emparant de Trinquemalay et de ses deux forts, ce qui est réussi entre le 26 et 31 août. L'escadre de Hughes se présente devant la baie de Trinquemalay le 3 septembre. Un e fois de plus l'affrontement est indécis, mais la Bellone bombardée par le HMS Coventry commandé par  Andrew Mitchell (1757-1803). qui tua ou blessa les officiers supérieurs de Bellone, dont M. de Bernier de Pierrevert qui eut la tête emportée par un boulet de canon, à l'âge de 29 ans.
À la suite de la bataille de Trinquemalay, Suffren nomme Louis Thomas Villaret de Joyeuse (1748-1812) commandant de la Bellone, et l'envoie pour reconnaître le port de Cuddalore et enquêter si une attaque britannique était imminente. Villaret de Joyeuse est revenu le 23 septembre 1782 et a pu signaler que tout était calme à Cuddalore.
En 1786 elle est attachée à la deuxième escadre.
Le 5 février 1791 elle est sous les ordres du capitaine Auguste Bonable Méhérenc de Saint Pierre (1741-1827), elle quitte Brest avec la flûte l' Amphitrite à destination de la Martinique
De mai à décembre 1792 elle navigue sur la mer du Nord avant de rentrer à Brest. Le 8 octobre 1792 elle est sous le commandement du lieutenant Leprince qui se suicide et c'est son premier officier le lieutenant Lafargue qui prend le relais. En août 1793, elle s'échoue à Quiberon, mais elle est renflouée avec succès,

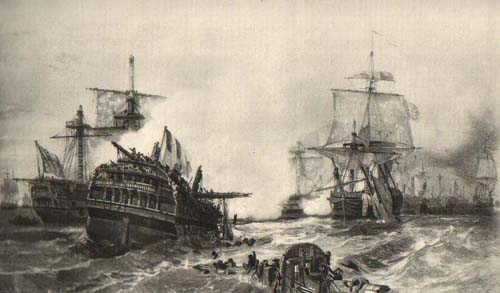
Lithographie d'après le Combat du 13 Prairial An II (1er juin 1794) d'Auguste Mayer.

La Bellone a participé à la Bataille du 13 prairial an II.

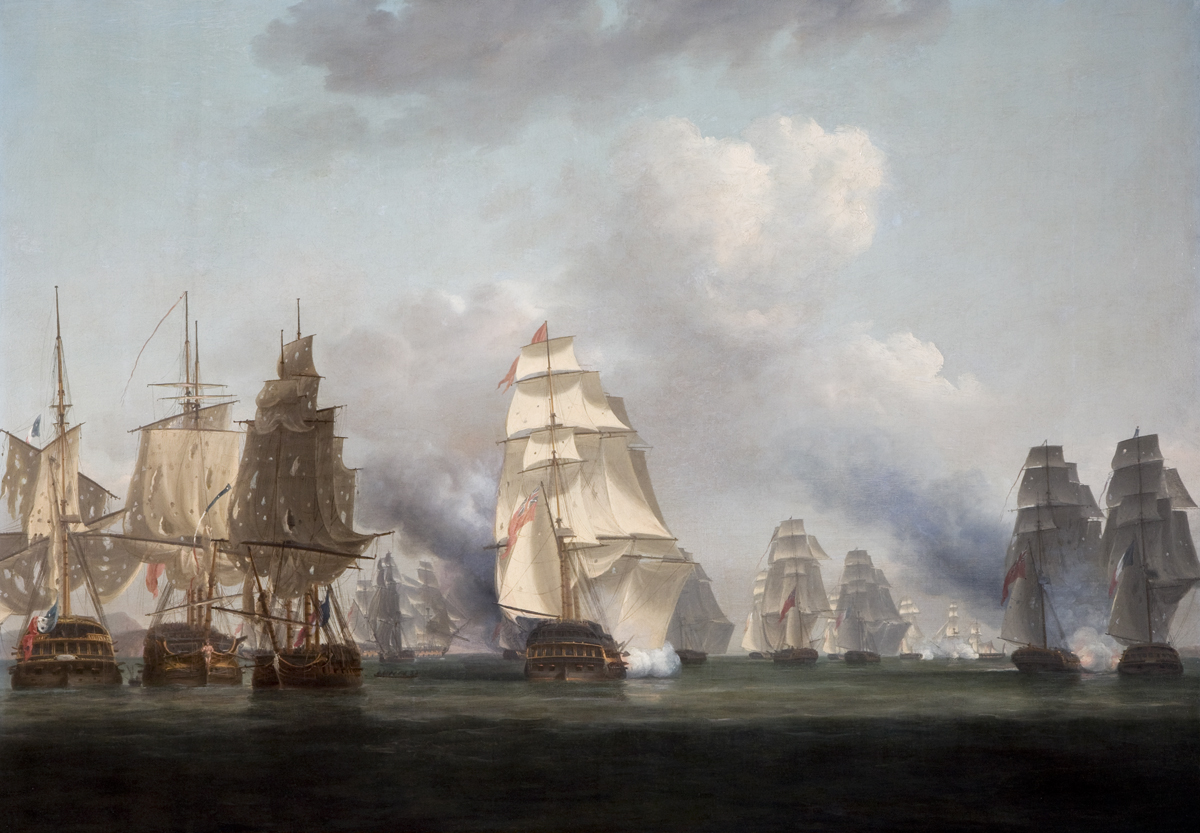
La bataille de l'île de Toraigh, huile sur toile de Nicholas Pocock, 1799

En février 1795 elle est sous le commandement du lieutenant Jacques Anne Anger, né à Dinan en 1766, receveur des fermes de Bretagne La Bellone passe de Bergen à Brest, pour participer à l'Expédition d'Irlande à l'automne de 1796
Sous le commandement de Jacob elle participe le 12 octobre 1798 à la Bataille de l'île de Toraigh, après avoir été gravement endommagée, elle est finalement capturée par les HMS Melampus (en) et HMS Ethalion (en), puis ramenée en Angleterre ou elle deviendra HMS Proserpine. Dans son dernier combat elle perdit 20 hommes et 45 blessés
En août 1804 elle était sous le commandement du capitaine anglais William Ferris, basée à Plymouth pour y être réparée, elle resta là à l'état d'épave et fut vendue pour la destruction le 27 août 1806.